# Troy (Nova Iorque)
Troy é uma cidade localizada no estado norte-americano de Nova Iorque, no Condado de Rensselaer. Foi fundada em 1787.

## Geografia
De acordo com o United States Census Bureau, a cidade tem uma área de 28,6 km², onde 26,8 km² estão cobertos por terra e 1,8 km² por água.

## Demografia
Segundo o censo nacional de 2010, a sua população é de 50 129 habitantes, e sua densidade populacional é de 1 868,4 hab/km².